# Zuschauen, Entspannen, Nachdenken
Zuschauen, Entspannen, Nachdenken (kurz Z.E.N., später ZEN) war eine Sendung des Bayerischen Rundfunks und wurde von 1981 bis 1995 am späten Abend im Bayerischen Fernsehen ausgestrahlt, nach einigen Jahren auch im Ersten Programm als Programmabschluss in der Nachfolge der Nachtgedanken. Auch das Schweizer Fernsehen übernahm Folgen. Texte bzw. Textauswahl stammten meist von Walter Flemmer. Inhalt der Sendung waren entspannende Landschaftsbilder, zu denen teils anspruchsvolle literarische, teils eher beschauliche Texte rezitiert wurden.

## Begleitmedien
- Walter Flemmer: Zuschauen, Entspannen, Nachdenken. Köln: vgs 1993. ISBN 978-3-8025-2263-5
- Unterwegs nach Santiago, Englands Südwesten, Basho's – Reise in den Norden, Entlang des Rheins. 4 DVDs BR/Telepool